# Смесоипостасная Троица

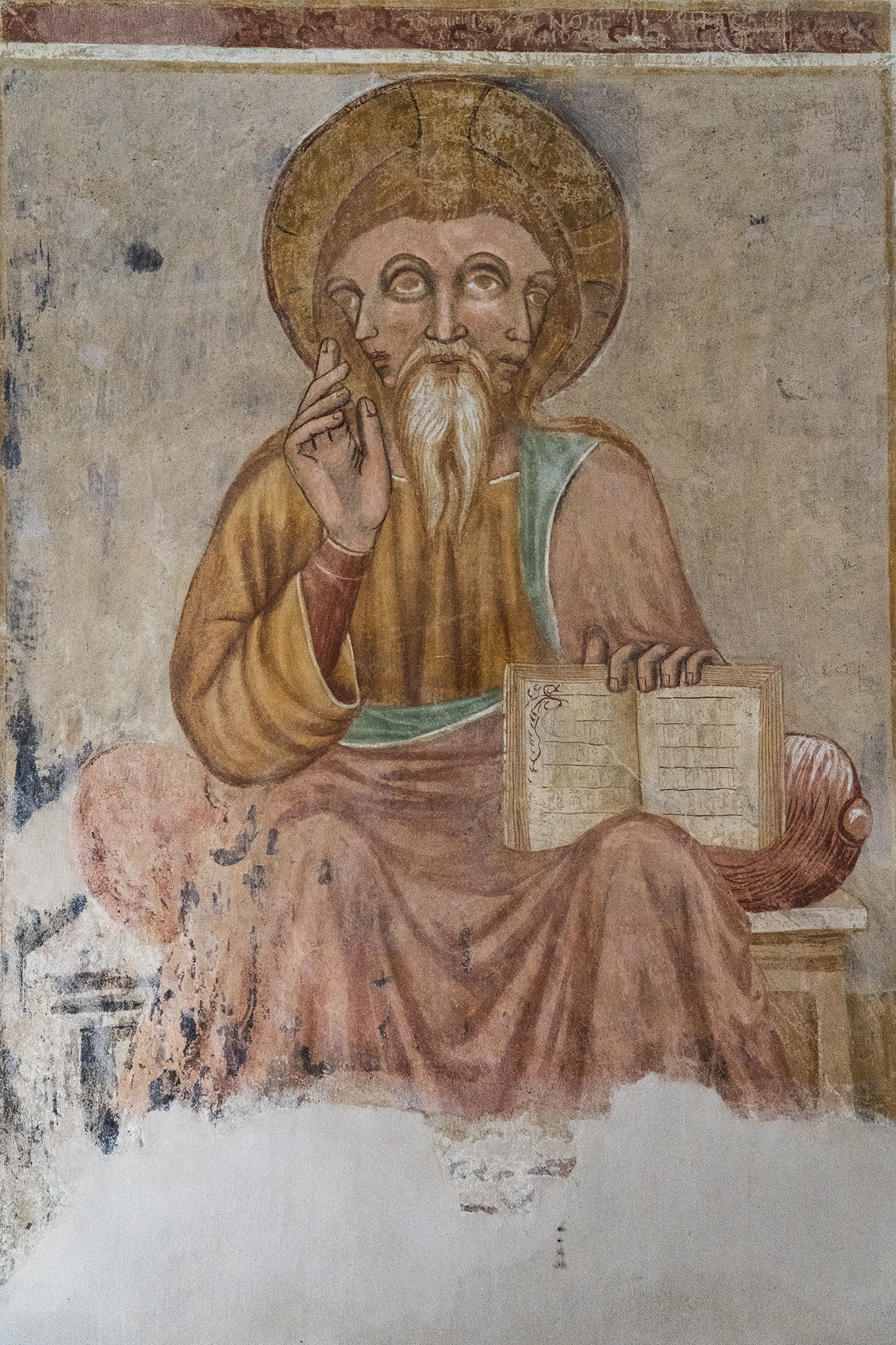
Vultus trifrons, готическая фреска XIV века, Ракош (Ревуца), Словакия

«Смесоипостасная» Троица (лат. Vultus trifrons) — изображение Троицы с тремя составляющими нерасторжимое единство головами. Представляет собой заметное отступление от иконописного канона. Перекликается с иконографическим типом Дьявола с тремя лицами на одной голове. Такой же принцип соединения личин применялся в изображениях демонизируемых еретиков и иноверцев. Принцип сращения трёх лиц использовался также при изображении народов-монстров. В России отдельные изображения трёхликой Троицы появились только в XVIII веке под католическим влиянием. Власти встретили их враждебно и осудили как непристойные.
Образы святой Троицы в виде человека с тремя лицами известны с XIII века. Трёхликая Троица с четырьмя глазами изображена в итальянском Антифонария XV века. На Балканах иконографический мотив трёхликой Троицы передают уже стенописи притвора храма Святого Климента в Охриде (1295) и фрески черногорского храма Рождества Богородицы в Матейче (около 1360). В XVIII веке такой непривычный для православной иконографии образ находился в храме святого Георгия на Афоне. В Новое время «странные» изображения Троицы, имеющие три сросшихся лицами и четыре глаза Католическая церковь воспринимала неоднозначно. В 1628 году папа римский Урбан VIII накладывает на них запрет, повторённый папой Бенедиктом XIV в 1745 году, однако эти образы продолжали существовать и некоторые из них в XVIII веке попадали в Россию.

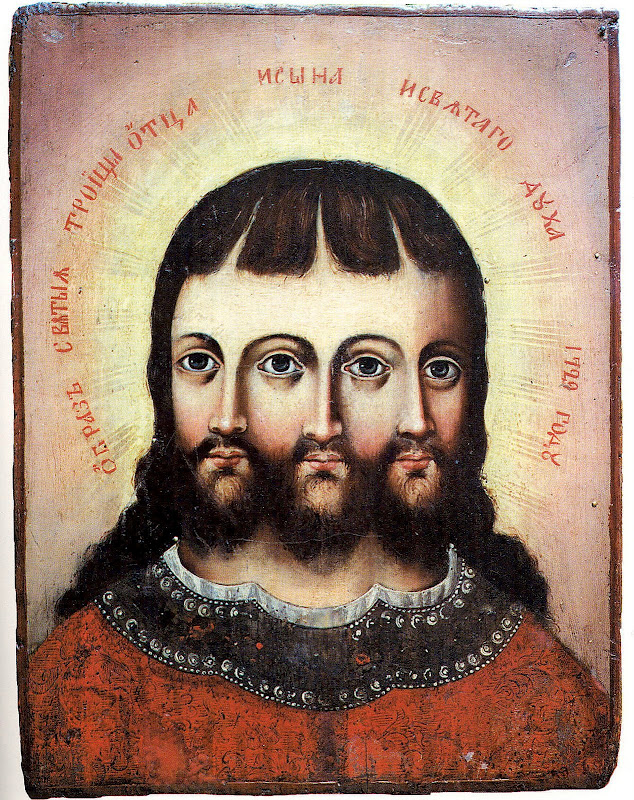
«Смесоипостасная» икона Троицы 1729 года. До 1926 года находилась в Ново-Тихвинском женском монастыре близ Тобольска, ныне — в Свердловском областном краеведческом музее

Католическое влияние в русской иконописи, заметное в XVIII веке, связано как с общим развитием русской церковной живописи, так и было обусловлено большим потоком переселенцев из Украины и ссыльными из Польши. Эта тенденция прослеживается, в частности, в иконе Троицы смесоипостасной, хранящейся ныне в фонде Свердловского краеведческого музея.
В 1767 году Екатерина II сообщала обер-прокурору Синода, что на Волге один казанский купец поднёс ей икону Троицы с тремя лицами и четырьмя глазами. Императрица писала: «Опасаюсь, — чтобы сие не подало поводу несмысленным иконописцам прибавить к тому ещё по нескольку рук и ног, что бы весьма соблазнительно и похоже было на китайские изображения». Синод осудил трёхликое изображение Троицы и постановил усилить контроль над иконописцами — рассылать комиссии в мастерские и на базары, где велась торговля иконами.
Указ Синода от 11 июня 1764 года предписывал, «чтобы в иконных изображениях, странные и нелепые непристойности (как Е. И. В. в том 1764 г. в походе на Волге от одного купца образ, изображающий Св. Троицу с 3 лицами и 4 глазами на подобие еллинских богов, был поднесен), все конечно пресечены были» «и поэтому имеющийся над царскими вратами Троицкой церкви такой образ немедленно должен быть выставлен, или, если от этого будет повреждение иконостаса, то переписан на другой образ по рассмотрению настоятеля». В указах Тобольской консистории Тюменскому монастырю 1748 и 1770 годов трактуется об исправлении церковного «неприличного» иконописания, о смесоипостасных изображениях Троицы.
В итоге у переяславского купца Семена Трухачева нашли купленную им во Пскове гравюру иностранной печати, на которой изображалась четырёхглазая Троица. С целью борьбы с иноземной «заразой», Синод пытался инициировать запрет ввоза в страну «непристойных» изображений, но эта мера не была реализована.